# Stephan Eberharter
Stephan Eberharter är en österrikisk alpin skidåkare, född 24 mars 1969, från byn Stumm i Zillertal, där man har döpt en pist efter honom. Två gånger vann han den totala världscupen (säsongerna 2001/2002 och 2002/2003).

## Världscupsegrar
| Date             | Location               | Race       |
| ---------------- | ---------------------- | ---------- |
| 14 mars 1998     | Crans-Montana          | Storslalom |
| 20 november 1998 | Park City              | Storslalom |
| 27 november 1998 | Aspen                  | Super-G    |
| 27 februari 1999 | Ofterschwang           | Storslalom |
| 25 november 2000 | Lake Louise            | Störtlopp  |
| 3 mars 2001      | Kvitfjell              | Störtlopp  |
| 7 december 2001  | Val-d'Isère            | Super-G    |
| 8 december 2001  | Val-d'Isère            | Störtlopp  |
| 15 december 2001 | Val Gardena            | Störtlopp  |
| 12 januari 2002  | Wengen                 | Störtlopp  |
| 18 januari 2002  | Kitzbühel              | Super-G    |
| 19 januari 2002  | Kitzbühel              | Störtlopp  |
| 27 januari 2002  | Garmisch-Partenkirchen | Super-G    |
| 2 januari 2002   | Sankt Moritz           | Störtlopp  |
| 3 januari 2002   | Sankt Moritz           | Storslalom |
| 6 mars 2002      | Altenmarkt             | Störtlopp  |
| 27 oktober 2002  | Sölden                 | Storslalom |
| 30 november 2002 | Lake Louise            | Störtlopp  |
| 1 december 2002  | Lake Louise            | Super-G    |
| 7 december 2002  | Beaver Creek           | Störtlopp  |
| 14 december 2002 | Val-d'Isère            | Störtlopp  |
| 11 januari 2003  | Bormio                 | Störtlopp  |
| 17 januari 2003  | Wengen                 | Störtlopp  |
| 22 februari 2003 | Garmisch-Partenkirchen | Störtlopp  |
| 13 mars 2003     | Kvitfjell              | Super-G    |
| 10 januari 2004  | Chamonix               | Störtlopp  |
| 24 januari 2004  | Kitzbühel              | Störtlopp  |
| 31 januari 2004  | Garmisch-Partenkirchen | Störtlopp  |
| 6 mars 2004      | Kvitfjell              | Störtlopp  |